# 五甲基环戊二烯基二氯化铑二聚体
五甲基环戊二烯基二氯化铑二聚体是一种有机铑化合物，化学式为[(C5(CH3)5RhCl2)]2，可简写为[Cp*RhCl2]2。它是暗红色抗磁性的固体，对空气稳定。

## 合成与反应
它可由三氯化铑和五甲基环戊二烯在热的甲醇中反应得到，产物从中析出：
2 C
5(CH
3)
5H +  2 RhCl
3(H
2O)
3   →   [(C
5(CH
3)
5)RhCl
2]
2 + 2 HCl  +  6 H
2O
它的还原羰基化反应生成[Cp*Rh(CO)2]。
它的Rh-μ-Cl键不稳定，可以和一些配体反应形成Cp*RhCl2L形式的加合物。它在极性配位溶剂中和Ag+反应，得到[Cp*RhL3]2+（L = H2O, MeCN）。铱的类似物可以发生相似反应。